# Спишска-Стара-Вес
Спи́шска-Ста́ра-Ве́с (словац. Spišská Stará Ves, нем. Alt(en)dorf, венг. Szepesófalu) — город в восточной Словакии на границе с Польшей, центр Замагурья. Население — около 2,1 тыс. человек.

## История
Город впервые упоминается в 1309 году. В средние века город несколько раз служил местом переговоров венгерского и польского королей. В 1399 Спишска-Стара-Вес стала городом.

## Население
| Год:                | 1994 | 2004    | 2014    | 2024    |
| ------------------- | ---- | ------- | ------- | ------- |
| Количество человек: | 2320 | 2337    | 2267    | 2156    |
| Разница:            |      | +0,73 % | −2,99 % | −4,89 % |

## Достопримечательности
- Готический костёл св. Марии